# ヨナス・ウルビヒ
- ヨナス・ウルビグ

ヨナス・ウルビヒ（Jonas Urbig, 2003年8月8日 - ）は、ドイツ・ノルトライン＝ヴェストファーレン州オイスキルヒェン出身のプロサッカー選手。ブンデスリーガ・FCバイエルン・ミュンヘン所属。ポジションはゴールキーパー。

## 経歴

### クラブ
地元のクラブを経て、10歳のときにケルンの下部組織に入団。
2023年1月、2. ブンデスリーガのヤーン・レーゲンスブルクに1シーズン半の契約でローン移籍。移籍後はリーグ戦全試合にフル出場したが、チームが3. リーガへ降格したため、ローン契約を打ち切った。7月にはケルンと2026年までの契約延長に合意し、同時にグロイター・フュルトにローン移籍となった。
2025年1月28日、4年半契約でバイエルン・ミュンヘンに完全移籍。移籍金は固定額700万ユーロ、ボーナスが最大で300万ユーロと報じられている。3月5日、UEFAチャンピオンズリーグのバイエル・レヴァークーゼン戦で移籍後初出場。3月8日、リーグ第25節のボーフム戦でブンデスリーガ初出場。

### 代表
2019年からドイツの世代別代表に選出され、アルガルヴェ・カップ、UEFA U-19欧州選手権予選などに出場。
UEFA U-21欧州選手権予選ではノア・アトゥボルと正GKの座を争って5試合に出場したが、本大会のメンバーからは落選した。

## 個人成績
| 国内大会個人成績 | 国内大会個人成績     | 国内大会個人成績 | 国内大会個人成績 | 国内大会個人成績 | 国内大会個人成績 | 国内大会個人成績 | 国内大会個人成績 | 国内大会個人成績 | 国内大会個人成績 | 国内大会個人成績 | 国内大会個人成績 |
| 年度             | クラブ               | 背番号           | リーグ           | リーグ戦         | リーグ戦         | リーグ杯         | リーグ杯         | オープン杯       | オープン杯       | 期間通算         | 期間通算         |
| 年度             | クラブ               | 背番号           | リーグ           | 出場             | 得点             | 出場             | 得点             | 出場             | 得点             | 出場             | 得点             |
| ドイツ           | ドイツ               | ドイツ           | ドイツ           | リーグ戦         | リーグ戦         | リーグ杯         | リーグ杯         | DFBポカール      | DFBポカール      | 期間通算         | 期間通算         |
| ---------------- | -------------------- | ---------------- | ---------------- | ---------------- | ---------------- | ---------------- | ---------------- | ---------------- | ---------------- | ---------------- | ---------------- |
| 2021-22          | ケルン               | 40               | ブンデスリーガ   | 0                | 0                | -                | -                | 0                | 0                | 0                | 0                |
| 2022-23          | レーゲンスブルク     | 40               | 2.ブンデス       | 17               | 0                | -                | -                | -                | -                | 17               | 0                |
| 2023-24          | グロイター・フュルト | 40               | 2.ブンデス       | 33               | 0                | -                | -                | 1                | 0                | 34               | 0                |
| 2024-25          | ケルン               | 40               | 2.ブンデス       | 10               | 0                | -                | -                | 1                | 0                | 11               | 0                |
| 2024-25          | バイエルン           | 40               | ブンデスリーガ   | 8                | 0                | -                | -                | -                | -                | 8                | 0                |
| 通算             | ドイツ               | ドイツ           | ブンデスリーガ   | 8                | 0                | -                | -                | 0                | 0                | 8                | 0                |
| 通算             | ドイツ               | ドイツ           | 2.ブンデス       | 60               | 0                | -                | -                | 2                | 0                | 62               | 0                |
| 総通算           | 総通算               | 総通算           | 総通算           | 68               | 0                | 0                | 0                | 2                | 0                | 70               | 0                |

## タイトル

### クラブ
バイエルン・ミュンヘン
- ブンデスリーガ（2024-25）[12]